# Campizze
Campizze è l'unica frazione di Rotondi in provincia di Avellino, nella valle Caudina.
È da ricordare che in questa località, nel gennaio 1799, ebbe luogo la strage di Campizze.

## Geografia fisica
La località si trova lungo un tratto dell'antica via Appia che si estende nel territorio di cinque comuni al confine tra le province di Avellino e di Benevento, a metà strada fra Montesarchio, Airola e Cervinara, e molto vicina anche ad Arpaia, Paolisi, oltre che Rotondi. Non è lontana dal sito delle Forche Caudine, dove i Romani furono sconfitti dai Sanniti.